# Johannes Schwarzenberg
Johannes Nepomuk Schwarzenberg, (německy Johann von Nepomuk zu Schwarzenberg; 31. ledna 1903, Praha, Rakousko-Uhersko – 26. května 1978, Città della Pieve, Provincie Perugia, Itálie) byl rakouský velvyslanec.

## Život

Erb Schwarzenbergů

Narodil se v Praze 31. ledna 1903 a byl pokřtěn jako Jan Nepomuk Erkinger Alfred Josef Petr ze Schwarzenbergu. Jeho rodiči byli Karel Bedřich ze Schwarzenbergu a jeho manželka Ida z Hoyos-Sprinzensteinu.
V roce 1921 ukončil v Praze studium maturitou a následně studoval práva na univerzitě ve Vídni, která ukončil v roce 1926 promocí. V roce 1927 ve Vídni vstoupil do rakouských státních služeb jako policejní komisař. V roce 1928 složil prakticko-politickou zkoušku u zemské vlády Dolního Rakouska a v roce 1930 složil diplomatickou zkoušku a přešel na ministerstvo zahraničí. Od roku 1930 do roku 1933 pracoval jako atašé v oddělení zahraničních záležitostí kanceláře spolkového kancléře. Od roku 1933 do roku 1936 byl legačním sekretářem v Římě. Od roku 1936 do roku 1938 byl legačním sekretářem v Berlíně a od 11. března 1938 zastával tutéž funkci v Bruselu.
Po anšlusu Rakouska utekl do Ženevy a zde získal švýcarské občanství pod jménem Jean-Etienne Schwarzenberg a od roku 1940 do roku 1945 byl ředitelem a delegátem Mezinárodního červeného kříže. Koncem roku 1942 převzal agendu civilních vězňů a židů. Byl členem ICRC Governing Boards. Od března 1944 vedl Division d'Assistance spéciale (DAS).
Od roku 1947 byl zástupce rakouské vlády v Římě. V roce 1955 přešel na post velvyslance ve Velké Británii a od roku 1966 byl velvyslancem u Svatého stolce, dále byl předsedou Apelačního výboru FAO a vedl delegaci FAO do Sýrie, Egypta a Jordánska po šestidenní válce, aby zařídil pomoc ve prospěch arabských a palestinských uprchlíků vyhnaných z obsazených území. V roce 1969 odešel do důchodu.